# Euclid

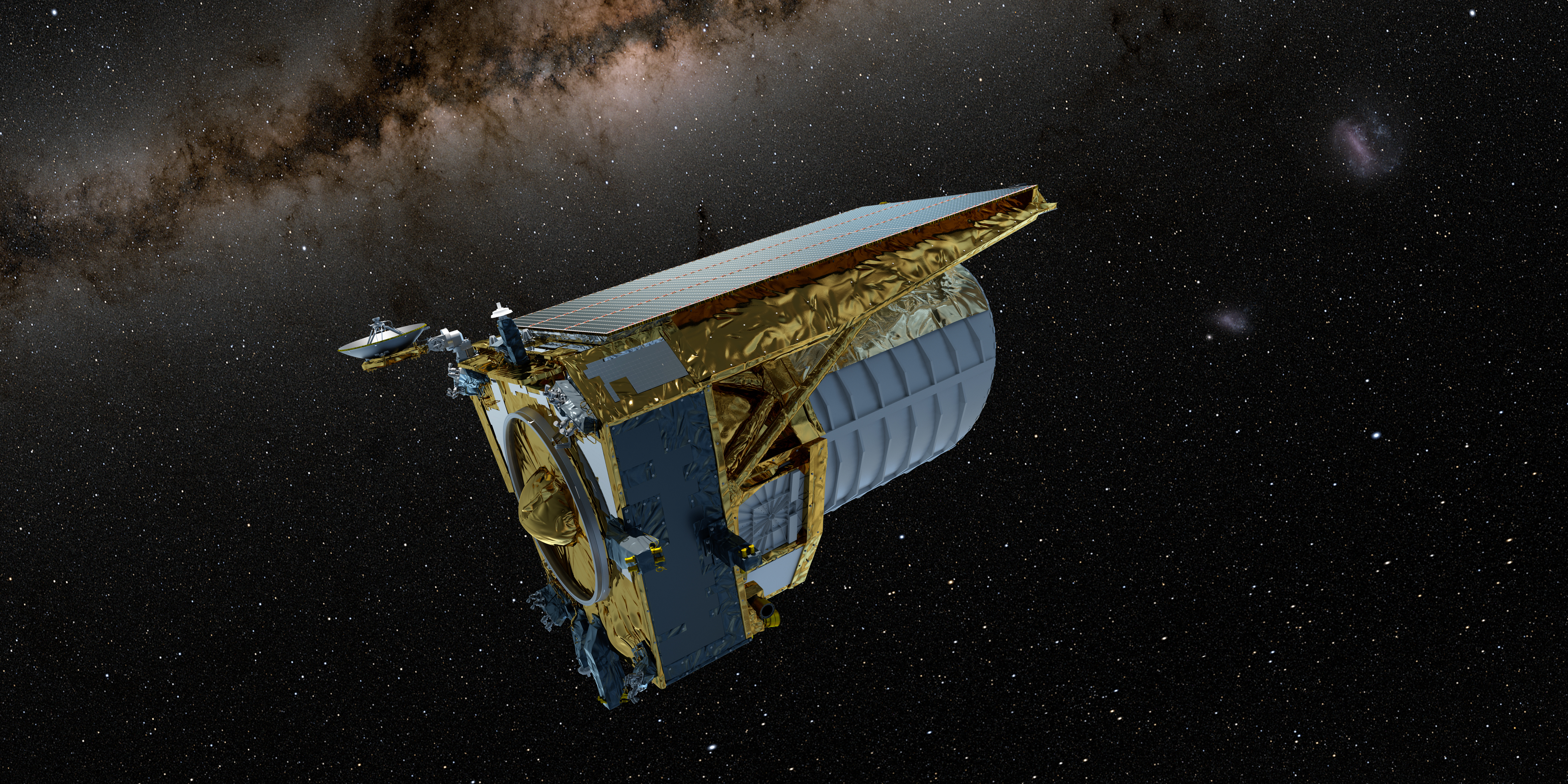
Visualizace sondy Euclid

Euclid je kosmická sonda Evropské kosmické agentury (ESA) vypuštěná v roce 2023. Jejím hlavním úkolem je zkoumat temnou hmotu a temnou energii.

## Vybavení
Euclid nese širokoúhlý vesmírný dalekohled s 600 megapixelovou kamerou pro záznam viditelného světla a se spektrometrem a fotometrem pro blízkou infračervenou oblast, který určuje červený posuv detekovaných galaxií. Snímky pořízené ve viditelné oblasti budou veřejně dostupné.

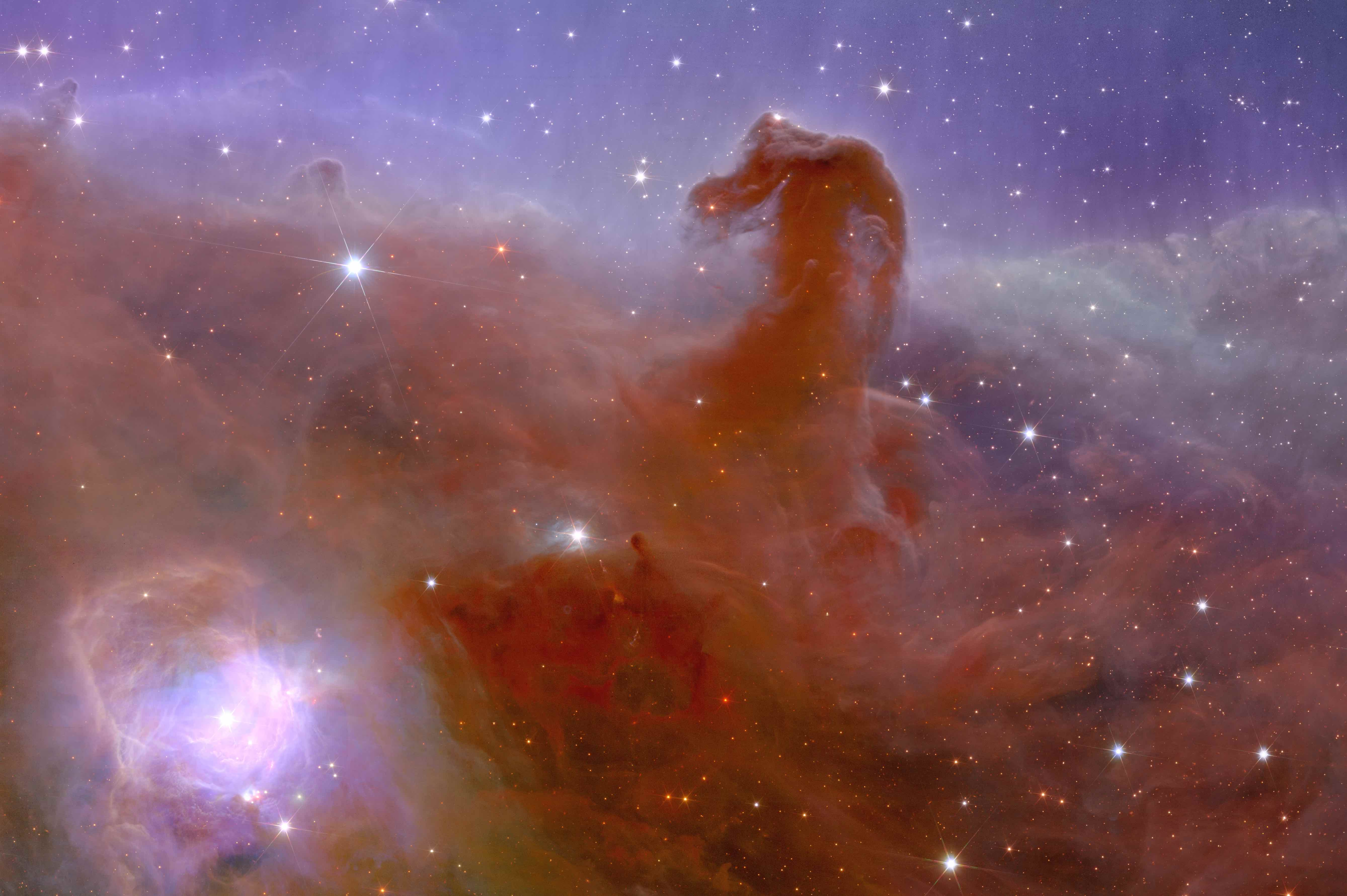
Mezi prvními snímky sondy byla mlhovina Koňská hlava

Sonda byla vyvinuta Evropskou kosmickou agenturou (ESA) a konsorciem Euclid a vypuštěna 1. července 2023 raketou Falcon 9. Po měsíci dosáhla svého cíle, Lissajousovy dráhy kolem Lagrangeova bodu L2, v průměrné vzdálenosti 1,5 milionu kilometrů za oběžnou dráhou Země, kde jsou odstředivé a gravitační síly takové, že se objekty pohybují společně se Zemí kolem Slunce. Začátkem listopadu 2023 pak sonda pořídila první snímky vzdálených objektů, které vynikají ostrostí a ukazují dosud nezaznamenané detaily.
Očekává se, že teleskop bude v provozu nejméně šest let.